# Kouoptamo
Kouoptamo es un municipio del departamento de Noun de la región del Oeste, Camerún. En noviembre de 2005 tenía una población censada de 48 772 habitantes.
Se encuentra ubicado cerca del río Noun, al norte de la ciudad más poblada del país, Duala.